# Tax Free
La expresión tax free proviene del inglés libre de impuestos.
Servicio que añaden algunas tiendas para que los turistas puedan comprar exentos de impuestos; pero que tiene su fundamento en medidas que pretenden evitar el problema de la doble imposición a nivel internacional.
Normalmente, cuando viajas, cada país tiene tasas diferentes por la adquisición de productos o servicios según cada compra que realices. La devolución de esta tasa aplicará si no eres residente permanente de este país, aunque, sin embargo existen algunas otras restricciones que pueden aplicar y esto incluye por ejemplo: la exención de algunos productos o servicios específicos o también puede variar el gasto mínimo de compra. 
Este tipo de devolución es muy común en países con gran afluencia turística. Por ejemplo, en Europa, encontramos países como: Noruega, Islandia, Suiza, Suecia, Croacia, Hungría, Dinamarca, Alemania y España.
También encontrarás otros países fuera de Europa que devuelven el IVA de tus compras, por ejemplo: Estados Unidos, Singapur, Corea del Sur, Las Bahamas, Marruecos, Argentina, entre otros.
Normalmente se encuentra este servicio en las Duty Free Shop

## Tax free en España
En el caso específico de España, el tax free se aplicará para la compra de bienes y servicios, que salgan efectivamente del país en un período menor de 90 días y quedarán exentos aquellos productos o servicios que se consuman parcial o totalmente en España. Como por ejemplo: 
- Servicios de alojamiento
- Comidas y bebidas
- Bares y restaurantes
- Entretenimiento
- Viajes
- Productos de tabaco

El IVA establecido en España actualmente es del 21% y desde enero de 2019 se aprobó una ley que ha eliminado el gasto mínimo de compra para la devolución efectiva del tax free, esto quiere decir, que sin importar el monto de la compra, estarás en todo derecho de reclamar el tax free al negocio, ya que por otro lado, todos los comercios españoles están en la obligación de tener este servicio para los turistas.
Recuerda que para que aplique la devolución del IVA de tus compras, los artículos deberán ser para uso personal o también como regalo para tus familiares o amigos y deben salir de España en su estado original, antes de los tres meses posteriores a la entrada al país de origen.

### ¿Cuáles son los requisitos para solicitar el reembolso del tax-free en España?
Estos son los requisitos estándar para solicitar el tax free en España, que necesitarías para poder solicitar el reembolso del IVA de tus compras:
- Debes ser residente permanente en un país fuera de la Unión Europea
- Tú visita no puede ser superior a los 6 meses.
- Solo se te devolverán el IVA de las compras realizadas dentro de los tres meses anteriores a la fecha de salida.
- Un ticket de compra válido para cada tienda
- Forma libre de impuestos para cada tienda
- Documentos sellados por la aduana o en las máquinas DIVA (máquinas digitales en el aeropuerto destinadas a la validación de tickets de compra)

### ¿Cómo cobrar el tax free en España?
Los pasos para reclamar y cobrar efectivamente el tax free o la devolución del IVA de tus compras en España, dependiendo del operador, son los siguientes: 
1. Llevar siempre tu pasaporte cuando sales de compras (es posible que los comercios necesiten validar información)
2. Antes de realizar el pago de tu compra, pide el tax free a la persona de la caja
3. Guarda tus tickets de compra
4. Escanea tus tickets en las máquinas DIVA del aeropuerto (máquinas digitales en el aeropuerto destinadas a la validación de tickets de compra). Podrás encontrarlas antes y después del control de seguridad.
5. Pasar por aduana (en caso de que te lo indiquen)
6. Pasar por el stand de tu operador tax free para cobrar tu reembolso.

## ¿Cómo funciona el tax free en Europa?
El tax free en Europa aplica si no resides dentro de alguno de los países pertenecientes a la Unión Europea, de esta manera, tienes el derecho de solicitar el reembolso del IVA de las compras que realices. Dependiendo del país que visites, cada uno tiene sus propias reglas y regulaciones en este tema.  
En algunos puede variar el importe de la compra, productos incluidos o el porcentaje de reembolso, por ejemplo: 
En países como: Croacia, Hungría, Suecia, Dinamarca o Noruega, tienen una tasa de alrededor el 25%.
Por otro lado, países como: Turquía, Luxemburgo, Alemania o Suiza, tienen una tasa de menos del 20%.

## Diferencias entre tax free y duty free
Las compras duty free, son aquellas que se realizan en tiendas que ya tienen el IVA exento y no requieren de ningún requisito para que el comprador disfrute de este beneficio.  Este tipo de tiendas comúnmente las encontramos en los aeropuertos y en países/ciudades que son puertos libres de impuestos. 
Sin embargo, las compras tax free son aquellas que compramos en cualquier establecimiento, pagamos el IVA y luego el comprador debe cumplir unos requisitos y tramitar un proceso para recibir la devolución del IVA de sus compras.